# Landkreis Osnabrück
52°23′N 8°03′Ø / 52.38°N 8.05°Ø
Landkreis Osnabrück ligger i den sydvestlige del af den tyske delstat Niedersachsen med administrationen beliggende i byen Osnabrück. 
Med et areal på 2.121 km² er den efter nabokredsen Landkreis Emsland og Region Hannover det tredjestørste kommuneforbund i Niedersachsen. Den består af 34 kommuner, herunder 8 byer. Der er 17 enhedskommuner og fire Samtgemeinden med 17 medlemskommuner. 
I den sydvestlige ende af området ligger den kreisfri by Osnabrück; Den hører ikke til landkreisen, men dens forvaltning ligger i byen. 

## Geografi
De nordligste to tredjedele af området ligger på den Nordtyske Slette med en højde under 50 moh. Højdedragenene Teutoburger Wald og Wiehengebirge går fra vest mod øst i den sydlige tredjedel af kreisen. Området gennemløbes fra syd mod nord af floden Hase, mod øst løber Hunte. Begge floder har deres udspring i Landkreis Osnabrück.
Landkreisen danner sammen med den kreisfrie by Osnabrück regionen Osnabrücker Land. 
Tecklenburger Land mod vest er landskabeligt en fortsættelse af Osnabrücker Land i nabodelstaten Nordrhein-Westfalen. 

### Nabokreise
Landkreis Osnabrück grænser (med uret fra nordvest) Landkreisene Emsland, Cloppenburg, Vechta og Diepholz ( den sidste kun nogle få km), alle i Niedersachsen, samt til kreisene Minden-Lübbecke, Herford, Gütersloh, Warendorf og Steinfurt (alle i Nordrhein-Westfalen).

### Naturbeskyttelse
I Landkreis Osnabrück er der 31 fredede områder (Naturschutzgebiete). Det største (Suddenmoor/Anten) har et areal på 635 ha, det mindste (Swatte Poele) et areal på 4,3 ha.

## Byer og kommuner
I landkreisen ligger 34 kommuner. Landkreisen havde 357343  indbyggere pr.  2018-12-31

| 1. Bad Essen (15645) 2. Bad Iburg, by(10661) 3. Bad Laer (9228) 4. Bad Rothenfelde (8317) 5. Belm (13750) 6. Bissendorf (14655) 7. Bohmte (12689) 8. Bramsche, by (30952) 9. Dissen am Teutoburger Wald, by (9882) | 1. Georgsmarienhütte, by (31827) 2. Glandorf (6616) 3. Hagen am Teutoburger Wald (13465) 4. Hasbergen (10936) 5. Hilter am Teutoburger Wald (10361) 6. Melle, by (46493) 7. Ostercappeln (9688) 8. Wallenhorst (23081) |

Samtgemeinden med deres kommuner (* markerer administrationsby)
| - 1. Samtgemeinde Artland (23473) 1. Badbergen (4594) 2. Menslage (2418) 3. Nortrup (2961) 4. Quakenbrück, by * (13500) - 2. Samtgemeinde Bersenbrück, (29549) 1. Alfhausen (3921) 2. Ankum (7562) 3. Bersenbrück, by * (8501) 4. Eggermühlen (1749) 5. Gehrde (2545) 6. Kettenkamp (1752) 7. Rieste (3519) | - 3. Samtgemeinde Fürstenau (15935) 1. Berge (3547) 2. Bippen (2949) 3. Fürstenau, by * (9439) - 4. Samtgemeinde Neuenkirchen (10140) 1. Merzen (3859) 2. Neuenkirchen * (4549) 3. Voltlage (1732) |